# 毛叶悬钩子
毛叶悬钩子（学名：Rubus poliophyllus）为蔷薇科悬钩子属的植物，为中国的特有植物。分布在中国大陆的云南等地，生长于海拔1,500米的地区，多生长于生山坡阳处杂木疏林中湿润处，目前尚未由人工引种栽培。